# Blitz (manga)
Pour les articles homonymes, voir Blitz (homonymie).
Blitz est un shōnen manga ayant pour thème les échecs, scénarisé par Cédric Biscay et dessiné par Daitaro Nishihara, sous la supervision de Garry Kasparov. Collaboration inédite entre Monaco et le Japon, la série est publiée par Iwa, collection manga de Shibuya Productions, depuis février 2020, et prépubliée dans le magazine en ligne Shōnen Jump+ de l'éditeur Shūeisha.

## Synopsis
Ce manga en dix tomes se déroule dans différents pays. Le protagoniste est un jeune homme nommé Tom. Il est amoureux d'une jeune fille nommée Harmony. Voulant passer plus de temps avec elle, il décide de s'inscrire au club d'échecs dont Harmony fait partie, l'ISS. Tom, petit à petit, se prend au jeu et commence à adorer les échecs. Il décide d'aller dans une vieille boutique où un antiquaire lui prête un casque de réalité virtuelle permettant de visionner toutes les parties d'un grand joueur d'échecs russe nommé Garry Gasparov. À la suite d'un orage, les données présentes dans le casque sont transférées dans son cerveau, ce qui le fait progresser très rapidement au jeu et lui permet de se lancer dans des compétitions nationales.

## Personnages
Tom
Héros principal du manga. Collégien turbulent et impulsif, il s'ennuie ferme à l'International School of Shibuya. Tom tombe amoureux d'Harmony, qui ne jure que par les échecs. Il décide alors de s'inscrire au club de l'école pour se rapprocher d'elle.
Harmony
Prodige du club d'échecs championne dans la catégorie benjamine, Harmony est une jeune fille d'un tempérament calme et aimée de tous. Elle possède une autre passion : l'équitation.
Karl
Champion de 14 ans qui concourt dans la catégorie « junior », il est issu d'une famille russe qui possède une longue histoire dans le monde des échecs, il deviendra l'un des principaux rivaux de Tom.
Laurent
Président du club d'échecs ; il est un excellent élève qui essaye d'obtenir toujours ce qu'il veut. Il est secrètement amoureux d'Harmony et voit Tom comme un rival potentiel.
Riko
Joueuse d'échecs très populaire sur internet, elle est également présidente du club d'échecs du collège Nishimatsu. Elle est la grande rivale d'Harmony.
Motoki
Grand stratège, il est le président du collège Ryudo de Hiroshima. adversaire de Tom ; ils développeront au fil du temps une belle amitié.
Jean-Marc
Français expatrié au Japon, il est propriétaire d'une crêperie. Il est le meilleur ami de Tom et il va l'aider à surmonter toutes les épreuves que celui-ci va rencontrer, étant lui aussi un grand fan des échecs.
Garry Kasparov
Le grand maître des échecs joue son propre rôle dans le manga.
S.A.S Le Prince Albert II de Monaco
Le Prince de Monaco fait une apparition dans le tome 4 de Blitz en tant qu'invité. Il y joue son propre rôle,.
S.A.S La Princesse Charlène de Monaco
La Princesse de Monaco fait une apparition dans le tome 6 de Blitz où elle incarne son propre rôle.

## Manga
Blitz est un shōnen manga ayant pour thème les échecs, scénarisé par Cédric Biscay en collaboration avec Garry Kasparov et dessiné par Daitaro Nishihara,,,,,,,,,,,,,,Le premier tome est co-écrit avec Harumo Sanazaki et les suivants avec Tsukasa Mori. La série est publiée en volumes reliés par Iwa, collection manga de la société monégasque Shibuya Productions appartenant à Cédric Biscay. Issu d'une collaboration inédite entre Monaco et le Japon, il s'agit du premier manga monégasque de l'histoire.
Le manga est parrainé et supervisé par Garry Kasparov, reconnu comme l'un des plus grands joueurs de l'histoire des échecs.
La présentation officielle de Blitz s'est déroulée lors du festival de Cannes 2019.
La série est prépubliée dans le magazine en ligne Shōnen Jump+ de Shūeisha depuis avril 2020,.
Le manga est publié en version anglaise avec deux tomes sortis en novembre 2022 et avril 2023.
Il est publié en version italienne avec un tome sorti en juillet 2023 et les deux autres tomes suivants en septembre et novembre 2023.